# René Jayet
René Jayet (Parigi, 20 maggio 1906 – Parigi, 31 ottobre 1953) è stato un regista francese.

## Filmografia

### Regista
- Une femme a passé (1928)
- Casaque damier... toque blanche (1928)
- L'affaire de la clinique Ossola (1931)
- Champion de mon amour (1932)
- Piano à vendre (1934)
- Malabars (1934)
- Le champion de ces dames (1935)
- Couturier de mon coeur, co-regia di Raymond de Cesse (1935)
- Passeurs d'hommes (1937)
- Deuxième bureau contre kommandantur, co-regia di Robert Bibal (1939)
- Ici l'on pêche (1941)
- Retour au bonheur (1942)
- Vingt-cinq ans de bonheur (1943)
- Le testament (1946)
- Cinq à sept (1946)
- Le cabaret du grand large (1946)
- L'homme de la nuit (1946)
- Il cavaliere senza legge (1947)
- Bichon (1948)
- Ma tante d'Honfleur (1949)
- Le dernier quart d'heure (1949)
- Les aventuriers de l'air (1950)
- Une nuit de noces (1950)
- Moumou (1951)
- Chéri de sa concierge (1951)
- Des quintuplés au pensionnat (1953)